# Rabia Al-Alawi
Rabia Said Al-Alawi Al Mandhar (31 marzo 1995) è un calciatore omanita, centrocampista dell'Al-Nahda e della nazionale omanita.

## Carriera

### Club
Ha giocato nella massima serie omanita.

### Nazionale
Nel 2018 ha esordito in nazionale.

## Statistiche

### Cronologia presenze e reti in nazionale
| Cronologia completa delle presenze e delle reti in nazionale ― Oman | Cronologia completa delle presenze e delle reti in nazionale ― Oman | Cronologia completa delle presenze e delle reti in nazionale ― Oman | Cronologia completa delle presenze e delle reti in nazionale ― Oman | Cronologia completa delle presenze e delle reti in nazionale ― Oman | Cronologia completa delle presenze e delle reti in nazionale ― Oman | Cronologia completa delle presenze e delle reti in nazionale ― Oman | Cronologia completa delle presenze e delle reti in nazionale ― Oman |
| Data                                                                | Città                                                               | In casa                                                             | Risultato                                                           | Ospiti                                                              | Competizione                                                        | Reti                                                                | Note                                                                |
| ------------------------------------------------------------------- | ------------------------------------------------------------------- | ------------------------------------------------------------------- | ------------------------------------------------------------------- | ------------------------------------------------------------------- | ------------------------------------------------------------------- | ------------------------------------------------------------------- | ------------------------------------------------------------------- |
| 5-9-2019                                                            | Guwahati                                                            | India                                                               | 1 – 2                                                               | Oman                                                                | Qual. Mondiali 2022                                                 | 2                                                                   |                                                                     |
| 10-10-2019                                                          | Mascate                                                             | Oman                                                                | 3 – 0                                                               | Afghanistan                                                         | Qual. Mondiali 2022                                                 | -                                                                   | 70’                                                                 |
| 15-10-2019                                                          | Doha                                                                | Qatar                                                               | 2 – 1                                                               | Oman                                                                | Qual. Mondiali 2022                                                 | 1                                                                   |                                                                     |
| 14-11-2019                                                          | Mascate                                                             | Oman                                                                | 4 – 1                                                               | Bangladesh                                                          | Qual. Mondiali 2022                                                 | 1                                                                   |                                                                     |
| 19-11-2019                                                          | Mascate                                                             | Oman                                                                | 1 – 0                                                               | India                                                               | Qual. Mondiali 2022                                                 | -                                                                   |                                                                     |
| Totale                                                              |                                                                     | Presenze                                                            | 5                                                                   |                                                                     | Reti                                                                | 4                                                                   |                                                                     |